# Großstadt (Otto Dix)
Großstadt ist ein 1927/28 in Dresden gemaltes Triptychon von Otto Dix. Es wurde in altmeisterlicher Lasurtechnik auf Holz gemalt. Das Gemälde befindet sich, anfangs als Leihgabe, im Kunstmuseum in Stuttgart. Im Jahr 1972 wurde es für 500.000 DM aus dem Nachlass des Künstlers gekauft.

## Bildbeschreibung
Hauptthema ist das Nachtleben in einer Großstadt der Goldenen Zwanziger. Auf der Mitteltafel ist das Innere einer Tanzbar dargestellt. Auf der linken Seite spielt eine von Bläsern dominierte Jazz-Band. Auf der rechten Seite sitzen und stehen die Reichen und Schönen. Die Frauen tragen dabei Kleider, deren Stoffe und Muster auch auf mittelalterlichen Gemälden vorkommen könnten. Die beiden Gruppen werden durch ein Shimmy tanzendes Paar verbunden. Ihre Körper spiegeln sich im polierten Parkett wider. Der Hintergrund des Raumes ist dunkelrot gehalten. Auf dem linken Flügel sieht man, wie mehrere Frauen vor dem rot erleuchteten Eingang der Bar stehen und über zwei Männer, einer auf dem Boden liegend, der andere ein Kriegskrüppel, verächtlich hinwegsehen. Die Männer werden von einem Hund wild angekläfft. Ganz außen sieht man eine fast versteckte Frau, die aus einem Toreingang schaut. Der rechte Flügel wird beherrscht von einer Gruppe von Frauen, die in einer Reihe scheinbar von oben auf den Betrachter zustreben und an einem weiteren Kriegskrüppel achtlos vorbeigehen. Der Pelzkragen und das rote Kleid der vordersten Frau bilden das Aussehen einer Vulva nach. Der Flügel findet seinen Abschluss in einer wilden Architektur, die keiner korrekten Perspektive zu genügen scheint.
Otto Dix benutzte für die Großstadt als Anregung mehrere mittelalterliche Bilder. So ist die Architektur durch den Herrenberger Altar von Jörg Ratgeb inspiriert. Auch Bilder von Hans von Köln und Hans Pleydenwurff hat Otto Dix in seinem Gemälde verarbeitet.

## Dargestellte Personen
Otto Dix stellte das Bild zum ersten Mal bei einer von insgesamt drei Ausstellungen zum 100-jährigen Bestehen des Sächsischen Kunstvereins aus. Auf der Mitteltafel porträtierte er unter anderem auch verschiedene Größen des damaligen sächsischen Kunstbetriebs. Der Mann mit Monokel auf der rechten Seite ist der Architekt Wilhelm Kreis. Im Saxophonspieler ist der Leiter der sächsischen Staatskanzlei Robert Alfred Schulze dargestellt. Die prominente Stellung des Saxophons lässt sich auch mit der lautsprachlichen Ähnlichkeit zwischen dem Land Sachsen und Saxophon erklären. Die Tänzerin in der Mitte wird allgemein mit Martha Dix identifiziert. Ob es sich bei dem Tänzer um ein stark idealisiertes Porträt von Otto Dix selber handelt, ist nicht eindeutig zu beantworten.